# 赤色ギャング事件

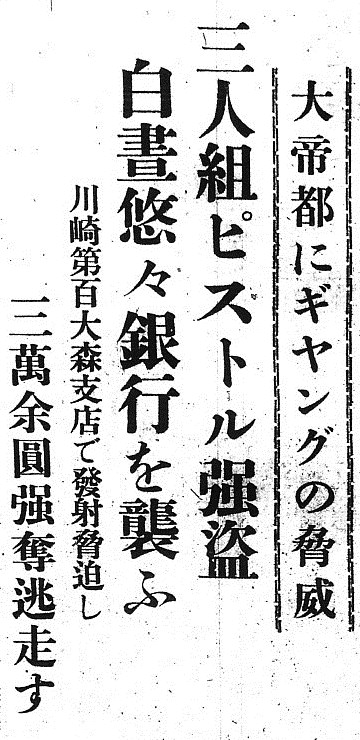
赤色ギャング事件を報じた東京朝日新聞の記事（1932年10月7日）

赤色ギャング事件（せきしょくギャングじけん / あかいろギャングじけん）とは、1932年（昭和7年）10月6日に東京府東京市大森区（現東京都大田区）で発生した日本共産党党員による銀行強盗事件。大森事件、大森銀行ギャング事件とも
日本国内で白昼に行われて成功した銀行強盗事件としては初であり、当時のアメリカ映画に登場するギャングそのままの犯罪だったため、ギャング事件と呼ばれることになった。
なお、事件に共産党員が関与していたことから報道は早々に禁じられ、1933年（昭和8年）1月18日に解禁されている。

## 事件の概要
1932年10月6日午後4時頃、東京市大森区にあった川崎第百銀行大森支店に拳銃を持った覆面男3人組が裏口から押し入り、床に向けて発砲した。犯人グループは中にいた行員たちを応接室の前に並ばせ、その間に31700円を奪って裏口から出て行き、用意していた自動車で逃走した。

## 警察側による事件の説明
警視庁大森警察署は、ただちに緊急配備を敷いたが、犯人検挙に至らなかった。
ちょうどその頃、牛込神楽坂警察署ではある博徒の取調べを行っていたが、その際に「以前、別の暴力団員に拳銃で脅かされた」と供述し、その暴力団に関して捜査を行ったところ、拳銃の密売人がいることをつき止め、その密売人を検挙した。
その密売人を追及したところ「以前サイトウという男に拳銃25丁を売り、今度も拳銃6丁と実弾600発を売る予定だった」と自白した。警察はサイトウを上記ギャング事件の関係者と推測し、待ち合わせ場所に張り込み、検挙に成功した。
サイトウは初めのうちは黙秘していたが、彼の所持金の中に、強盗事件の発生した川崎第百銀行大森支店にあったはずの拾円紙幣「623701号」「623746号」が混ざっていたことが判明し、追及したところ事件の主犯であることの自供に至った。サイトウは日本共産党資金局員であった。彼の供述により、残る2名も検挙された。

### 背景と事件の動機
1932年当時の日本共産党（いわゆる「非常時共産党」）は、プロフィンテルンアジア太平洋支部の太平洋労働組合書記局（在上海）の壊滅と党員・支援者の相次ぐ検挙等により、資金難に陥っていた。
当時の日本共産党は今日“スパイM”として知られる松村昇こと飯塚盈延が組織の中心になっており、戦前期最大の党組織をつくり上げていた。資金もカンパによって月3万円を集めることができた。党の周辺にいた人々を入党させ、『赤旗』も6、7千部発行するにいたった。しかし、1932年3月、党員や支持者の多かった日本プロレタリア文化連盟（コップ）が手入れを受け、400名にのぼる検挙者を出した。
資金網を抑えられた党財政の困窮を救うための第1の手段は、金持ちの子弟のシンパに家の金を拐帯逃走させるというものであった。さらに、同年7月から「日本共産党技術部」を「家屋資金局」と名称を変え拡充・再編成し、大塚有章を中心に「戦闘的技術団」（レーニンに因む）をつくり、非合法活動のため、強盗、恐喝、詐欺、美人局、エロ写真など考えられる限りの計画を立てた。
これらのなりふり構わぬ資金調達の理由としては、武装蜂起のための武器購入に、多額の資金が早急に必要だったためとされている。

### 銀行強盗計画
そこで、資金獲得のために銀行強盗を思い立ち計画が進められた。当時、事件の首謀者は松村（スパイM）とされていたが、実際に計画を発案したのは、のち建築家となる今泉善一であった。後のインタビューで、今泉は企画を持っていったのは自分で、やるよりしょうがないだろうという結論を出したのも自分と述べている。
アメリカのギャング犯罪が載っている本を読んで銀行強盗の研究をし、密輸業者からピストルを60丁以上購入し、ゴロツキを使って、東京白山の不動貯蓄銀行（のち他行と合併し日本貯蓄銀行。協和銀行を経て、現りそな銀行の前身行のひとつ）白山支店を襲撃しようとした。しかし、そのゴロツキに準備資金を持ち逃げされて失敗に終わった。この経験から、党員自らが実行する方針に変更し、再度不動貯蓄銀行を襲おうとしたが成功しなかった。
大森の第百銀行を選んだのは実行部隊の中の石井の父親が同銀行と取引があり、内情に詳しかったためであった。襲撃は大塚らが実行し、今泉本人は司令部にいて彼らの報告を受け指示等をしていた、司令部はビルの一室を借りて広告会社名義の看板を掛けていた。
1932年10月6日、実行犯主導者の大塚は、西代義治、中村隆一らを指揮し、東京大森の川崎第百銀行を襲撃、ピストルで行員を脅して3万円を強奪することに成功する。モーニングを着て、盛装した河上芳子、井上礼子を連れて、車に乗り強奪した金を運んだ大塚は、非常線に2回引っかかったにもかかわらず、無事通過することができた。 河上芳子は、河上肇の次女で大塚のハウスキーパーであり、井上礼子は京都市長であった井上密の次女で、実行犯の西代の恋人であった。
襲撃に使用したピストルは右翼の男の紹介で神戸に2回ほど出向いてその筋から外国からの密輸入のものを2ダースぐらい購入、1ダースくらいが同じスタイルで、あとは様々なスタイルが混在し、弾は200から300発程であった。購入した銃は分散して隠した。大塚らが奪った金を新橋で受け取り、確認するとかばんの中に帯封のかかったものとバラで2万いくらか、アジトでMに渡した。逃走用に使った自動車は日本共産党技術部が円タク事業のために購入したものが使われた。
強盗計画の首謀者である今泉の逮捕は事件後3日目で、拳銃を取引している右翼の密告があり、右翼と会う街頭連絡で逮捕された。ピストル密売のルートから糸をたぐった警察による捜査ともいわれていたが、今日ではスパイMの存在により、犯人らの動向は完全に把握されていたことが判明している。神楽坂の警察署、続いて警視庁に護送され、市ヶ谷刑務所拘置房に勾留された。前後して大塚をはじめ家屋資金局のメンバーが次々と逮捕される。大塚は逮捕されてから、スパイの手で党の秘密が警察に完全に握られていたことを知り、もはやこれ以上苦労をしても無意味であると思い、丁重に扱うことを条件に義兄である河上肇のアジトを教えたため、河上も逮捕された。
今泉は大塚ら14名とともに、強盗、窃盗、爆発物取締罰則違反、私文書偽造詐欺並びに治安維持法違反等、東京地方裁判所西久保予審判事の手で審理され、予審終結決定する。事件に関係した者はずっと後で逮捕されたと今泉は語っている。
今泉は治安維持法違反に問われ、一審で求刑が15年、判決は13年となる。強盗罪ではなく治安維持法違反に問われたのは、殺人と傷害を伴わない強盗は10年未満で出所できるためであった。
事件は権力による赤狩りに利用された一方、日本共産党指導部は、同事件関係者を「スパイ一味の挑発者」と規定した。赤色ギャング事件の実行責任者であった大塚は、同事件の責任転嫁をした党上層部への怒りと、部下に対する責任を痛感し、苦悩したという。

### 未遂事件の発覚
日本共産党はこの事件の他にも犯罪を計画していたことが、警察の取調べで明らかになった。
- 中国銀行強盗計画（犯行直前に検挙された）
- 東京市内資産家強盗計画（女性党員を家政婦として送り込み、7家での強盗を計画していた）
- 刑務所襲撃計画（収監されている党員の奪還のため）

## 事件に対する反論
共産党側は以上の経緯はでっち上げであると主張している。特別高等警察のスパイである飯塚が共産党党員を教唆し、事件を起こさせて逮捕したとする説、作家で熱烈な共産党支持者としても知られる松本清張が自身の著作にこの説を採っている他、実際の首謀者である今泉も藤森照信らから受けたインタビューで明らかにしている。

## 模倣犯
本事件の翌月、本件に触発された借金苦の愛国貯蓄銀行外交員が神戸市の五十六銀行駒ケ林支店を襲った。犯人はハワイで暮らしていたことがあり、そのときに所持していたピストル（コルト）を使って金を強奪、6発を発砲しながら逃走したが、行員や近隣住民らに追いかけられて捕まり、懲役15年に処せられた。